# Tensione di rottura
La tensione di rottura per un dispositivo elettronico è la massima tensione applicabile al dispositivo, quando non è in conduzione, prima che questo cominci a condurre una forte corrente, normalmente distruggendosi (per effetto Joule o altre cause) al perdurare della conduzione; in alternativa, per un isolante è definibile come la tensione minima che porti in conduzione almeno una porzione del suo materiale, producendo abitualmente gli stessi effetti o comunque degradando in diversa misura le caratteristiche della struttura isolante, se l'isolante e un solido.
La tensione di rottura, detta anche tensione di breakdown è, insieme alla massima corrente in conduzione, uno dei principali parametri per la classificazione dei dispositivi elettronici.